# Недрянська сільська рада
| Недрянська сільська рада — колишній орган місцевого самоврядування у Баришівському районі Київської області з адміністративним центром у с. Недра. Історична дата утворення: в 1986 році. Водоймища на території, підпорядкованій даній раді: річка Недра. Сільській раді підпорядковані населені пункти: - с. Недра |

## Склад ради
Рада складається з 16 депутатів та голови.

### Керівний склад ради
| ПІБ                       | Основні відомості                                                                  | Дата обрання | Дата звільнення |
| ------------------------- | ---------------------------------------------------------------------------------- | ------------ | --------------- |
| Дикий Микола Григорович   | Сільський голова, 1948 року народження, освіта, член Соціалістичної партії України | 26.03.2006   | 01.02.2008      |
| Івасенко Лариса Павлівна  | Сільський голова, 1972 року народження, освіта, позапартійна                       | 01.06.2008   | 31.10.2010      |
| Деркач Михайло Васильович | Сільський голова, 1960 року народження, освіта вища, безпартійний                  | 31.10.2010   |                 |

Примітка: таблиця складена за даними джерела

## Населення
Згідно з переписом УРСР 1989 року чисельність наявного населення сільської ради становила 1567 осіб, з яких 701 чоловік та 866 жінок.
За переписом населення України 2001 року в сільській раді мешкало 1329 осіб.

### Мова
Розподіл населення за рідною мовою за даними перепису 2001 року:
| Мова       | Відсоток |
| ---------- | -------- |
| українська | 97,95 %  |
| російська  | 1,67 %   |
| білоруська | 0,15 %   |
| інші       | 0,23 %   |